# Драва
Дра́ва (словен., хорв. і італ. Drava, нім. Drau, угор. Dráva) — річка у південній частині Центральної Європи, права притока Дунаю.
Бере початок у Карнійських Альпах на території муніципалітету Добб'яко в Італії. Має довжину 749 кілометрів, також пролягаючи територією Австрії, Словенії, Хорватії та Угорщини. Впадає у Дунай поблизу хорватського міста Осієка.
Майже по всій довжині річка судноплавна, є важливою транспортною артерією регіону. Дравою проходить значна частина угорсько-хорватського кордону.

## Населені пункти
На річці розташовані міста:
- Австрія — Лієнц, Шпітталь-ан-дер-Драу, Філлах, Ферлах.
- Словенія — Дравоград, Руше, Марибор, Птуй, Ормож.
- Хорватія — Вараждин, Осієк.